# Случай Хармса
«Случай Хармса» (сербохорв. Случаj Хармс / Slucaj Harms) — сюрреалистическая кинопритча сербского режиссёра Слободана Д. Пешича. Картина рассказывает выдуманную историю из жизни писателя и поэта Даниила Хармса (1905—1942). Название фильма отсылает к серии небольших рассказов Хармса, которые тот называл «Случаи».

## Сюжет
В прологе фильма профессор Шварцвальдшвили-Собаков — представитель советской карательной психиатрии — рассказывает, что Страна Советов представляет собой большую лабораторию, в колбах которой кипит народная жизнь. Однако некоторые выставляют себя жертвами этого эксперимента. Художники, писатели, поэты, вместо того чтобы объективно изображать реальность, пишут непонятные стихи, сочиняют чепуху, описывают нереальные случаи и объясняют это тем, что так записано у них в мозгу. Чтобы устранить это «небольшое нарушение», профессор советует вскрыть и промыть им мозги, а если этого будет недостаточно — применить и другие средства. Тогда индивидуумов не будет и все случаи как таковые будут «научно упразднены». При этом в руках профессор теребит препарированный человеческий мозг.
Далее на экране возникают картины Петрограда, охваченного революцией. По улицам, опасливо озираясь, пробирается мальчик лет двенадцати — будущий писатель Даниил Хармс. Он забегает в один из домов, который полон вооружённых людей. В одной из комнат сидит молодой человек в военной форме, читает книгу. Мальчик заходит в комнату, они с интересом смотрят друг на друга.
Прошло 19 лет. Даниил Хармс возвращается к себе домой. К нему заходит соседка по коммунальной квартире, Мария Васильевна. Говорит, что в его отсутствие на его жилплощадь покушались другие соседи, а также сообщает, что его искал какой-то человек. После того как Хармс выпроваживает соседку, к нему в комнату через окно, разбив стекло и выломав раму, падает ангел. Отстегнув крылья, он сообщает удивлённому Хармсу, что потерял бревно. После этого ангел бреет Хармсу лицо, одновременно цитируя его стихи. Ангел говорит, что является «случаем с крыльями» и просит писателя помочь найти его бревно. Тем временем выбитая оконная рама чудесным образом встаёт на место.
Ангел и Хармс отправляются бродить по Ленинграду в поисках бревна. На улицах перед ними разворачиваются сцены одна абсурднее другой: мальчик ведет собаку за задние лапы, кузнецы с огромными бутафорскими молотами куют посреди улицы некую деталь, агитатор учит горожан надевать противогазы, женщина ни с того ни с сего стреляет в своего спутника из револьвера. При этом голос за кадром торжественно декламирует стихотворение Хармса «Купался грозный Пётр Палыч…». Главные герои поочерёдно заходят к часовщику, в церковь, в пролетарскую столовую. В столовой простые мужики ведут полемику на философские темы. Внезапно вспыхивает потасовка, Хармс, ангел и пролетарии убегают от прибывшего на шум наряда милиции. Ангел попадает под трамвай, и Хармс оттаскивает его к себе домой. Дома его ждут двое носильщиков, которые принесли потерянное ангелом бревно.
Оставив ангела на кровати, Хармс отправляется в гости к живущей в этом же доме Ирине Мазер. Хармс рассказывает Ирине, что с ним происходит то, что он видит во сне и о чём он уже написал. Недавно ему приснилось, что его убивают, и потому он уверен, что его скоро убьют. Вскоре в гости к Ирине приходит сосед Николай Заболоцкий. Хармс жалуется им, что его творчество воспринимают слишком буквально, что власти не видят разницы между литературным произведением и милицейским протоколом. После этого Хармс, Заболоцкий и Ирина отправляются в театр, где перед ними разыгрывается один из «Случаев» Хармса — «Неудачный спектакль».
Хармс, Заболоцкий и Ирина ночуют в комнате Хармса. Заболоцкого будит Мария Васильевна и говорит, что за ним пришли. Люди из НКВД допрашивают Заболоцкого, а затем уводят его. Ирина Мазер пробирается к себе в комнату. Хармсу снится сон, что его расстреливают. После этого Хармс и ангел просыпаются, Хармса вызывают к телефону, а тем временем ангел распиливает надвое бревно, которое так долго искал.
Хармс и ангел отправляются на рыбалку. Ангел говорит, что Заболоцкому ничего не грозит, а вот над ним и Мандельштамом нависла опасность. По его мнению, Хармс родился не в своё время — то ли слишком рано, то ли слишком поздно. Когда они возвращаются домой, бревно снова оказывается целым. Пытаясь вытащить бревно из комнаты, герои роняют его из открытого окна. Вместе с бревном из окна выпадает и Хармс, но успевает зацепиться за подоконник, а ангел пытается его удержать. В итоге Хармс забирается внутрь, а ангел, надев крылья, прыгает из окна и попадает под трамвай. Приехавшая «скорая» не находит тела, вся улица оказывается усеянной перьями. Хармс забирает бревно и несёт его домой. Утром за Хармсом приходят из НКВД. После допроса его расстреливают. Посыльный приносит Ирине Мазер банку с пеплом поэта. Она подходит к окну, которое оказывается театральной декорацией. За ним в подчёркнуто бутафорском небе парит ангел Даниил Хармс.
Последний кадр фильма — надпись на экране: «Конца нет, потому что жизнь продолжается в другом месте».

## В ролях
- Франо Ласич — Даниил Хармс
- Дамьяна Лутхар — ангел / военный в революционном Петрограде / следователь НКВД / посыльный
- Милица Томич — Ирина Мазер
- Бранко Цвеич — Мария Васильевна
- Младен Андреевич — Николай Заболоцкий
- Стево Жигон — профессор

## Съёмочная группа
- Режиссёр — Слободан Д. Пешич
- Продюсер — Слободан Стоичич-Леси
- Исполнительный продюсер — Йован Маркович
- Авторы сценария — Александар Чирич, Слободан Д. Пешич
- Композитор — Александар Хабич
- Оператор — Милош Спасоевич
- Монтаж — Нева Хабич
- Художник по костюмам — Олгица Павкович

## Художественные особенности
Фильм был снят во времена социализма, когда в Советском Союзе на волне перестройки только начали появляться первые публикации Даниила Хармса и других обэриутов — в основном, детские стихи и рассказы. Сюжет картины имеет мало общего с подлинной биографией Хармса. В большей степени фильм наполнен деталями, персонажами и сценами из хармсовского творчества. Переплетение реальности и вымысла очень точно передает внутренний мир писателя, а также ту во многом сюрреалистическую и абсурдистскую среду, которая царила в Советском Союзе в 1930-х — начале 1940-х годов.

## Награды
| Год  | Результат | Премия                    | Награждённый      |
| ---- | --------- | ------------------------- | ----------------- |
| 1988 | Награда   | Interfilm Award           | Слободан Д. Пешич |
| 1988 | Награда   | Josef von Sternberg Award | Слободан Д. Пешич |

## Дополнительные факты
- Фильм снят в Белграде и его окрестностях летом 1987 года.
- Во время сцены на рыбалке ангел ошибочно приписывает фразу «Рукописи не горят» Заболоцкому, тогда как на самом деле она принадлежит Михаилу Булгакову.
- По фильму, Даниила Хармса расстреляли в 1936 году. На самом деле он умер 2 февраля 1942 года в психиатрическом отделении больницы при ленинградской тюрьме «Кресты».
- В фильме полностью или частично воспроизводятся тексты следующих произведений Даниила Хармса:
  - [lit.peoples.ru/poetry/daniil_harms/poem_22832.shtml «Ноты вижу, вижу мрак...»]
  - «Пьеса»
  - «Власть»
  - «Федя Давидович»
  - «Купался грозный Пётр Палыч...»
  - «Помеха»
  - «Голубая тетрадь №10»
  - «Неудачный спектакль»